# Église des Baleiniers de Grytviken

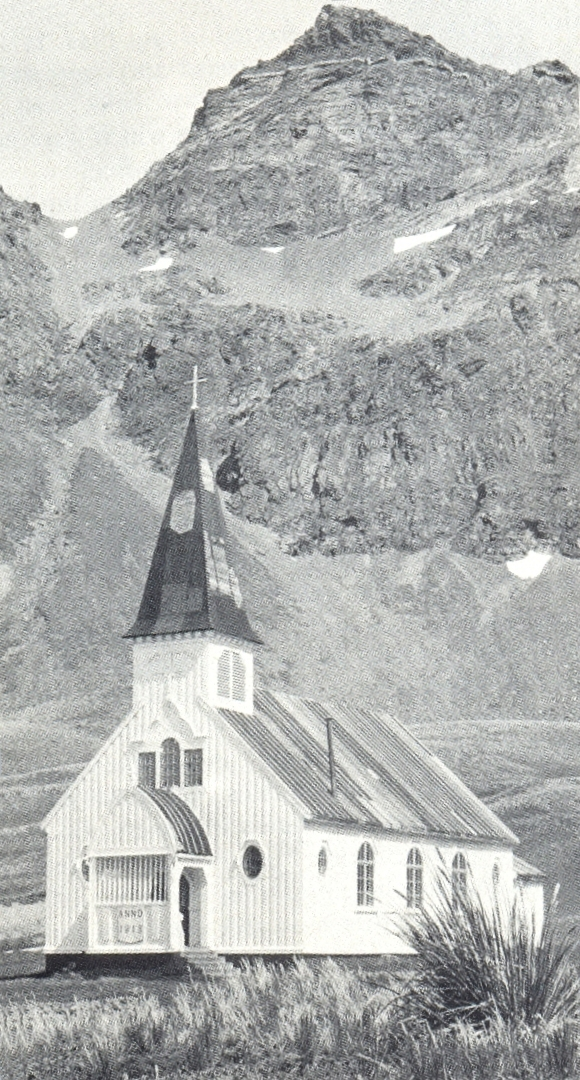
L'église vers 1915

L’église anglicane norvégienne (connue sous le nom d’église luthérienne norvégienne avant 2013), ou communément église des Baleiniers (en anglais : Whalers Church) est un édifice religieux anglican situé à Grytviken en Géorgie du Sud. Construite en 1913, elle est rattachée à l'Église d'Angleterre (Église de Norvège avant 2013).
L'église apparaît dans le film d'animation Happy Feet (2006).

## Histoire et architecture

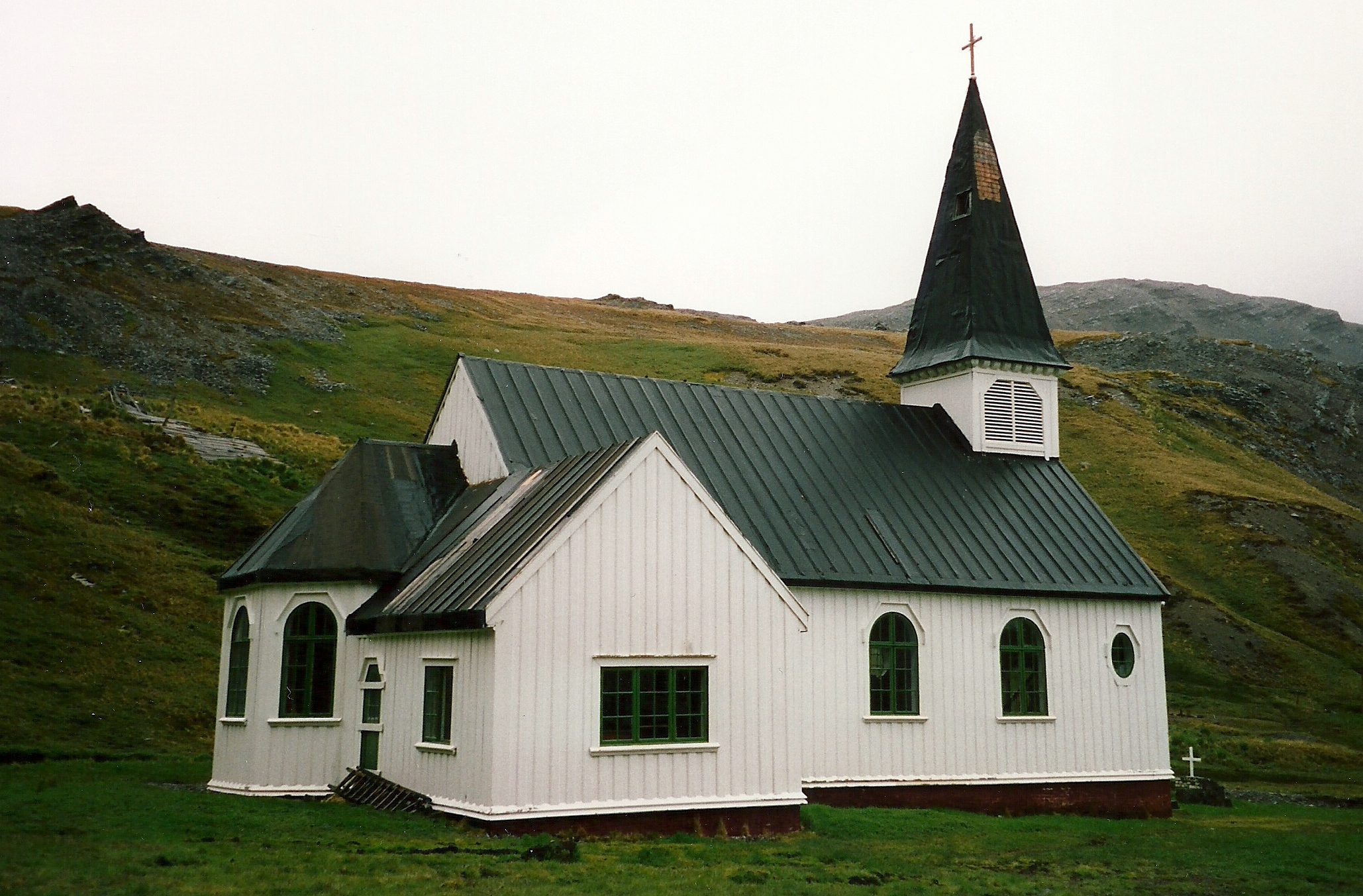
Vue de l'église

L'église de style néo-gothique est pré-construite en Norvège et érigée à Grytviken par des chasseurs de baleines conduits par Carl Anton Larsen vers 1912-1913. Elle est consacrée le jour de Noël (25 décembre) 1913. 
L'église consiste en une unique nef menant à un petit autel. Une petite bibliothèque se trouve sur le côté du bâtiment, à proximité de l'autel. À l'intérieur, les fidèles (et désormais les visiteurs) peuvent s'asseoir sur de longs bancs en bois. Le sol en bois sombre contraste avec les murs et le plafond blanc. Un premier étage est accessible grâce à un escalier situé près de l'entrée. Au deuxième étage, les visiteurs peuvent admirer la nef ou les environs de l'église. 
Cette église norvégienne typique est l'une des églises les plus au sud de la planète. En 1922, un service funéraire est conduit pour sir Ernest Shackleton dans l'église avant qu'il ne soit enterré dans le cimetière de l'église, aux côtés de 64 autres baleiniers. Le cimetière, situé à environ 700 m au sud de l'autre côté du port de Grytviken, possède également des tombes vides pour les chasseurs de baleines morts en mer.
L'église était chauffée par un poêle à l'entrée, mais celui-ci a été retiré au cours de la dernière rénovation majeure du bâtiment pour des raisons de sécurité.
L'église possède deux cloches.

## Pasteur
L'église était dirigée par le pasteur Kristen Løken, entre 1913 et 1914. Løken était né en 1885 à Lillehammer, il est nommé Pasteur de la Géorgie du Sud et arrive sur place en 1912 pour prendre son poste. Il est responsable, entre autres, de superviser la construction du bâtiment. Løken quitte l'église de Grytviken en 1914 et fut le seul pasteur de cette église. Løken meurt en 1975.

## Cimetière de Grytviken
Le cimetière de Grytviken est associé à l'église. Il est antérieur à la construction du bâtiment, les premières tombes de chasseurs de baleine datant d'avant 1902. Il abrite 64 tombes, dont celles des neuf victimes de l'épidémie de fièvre typhoïde qui affecte la station baleinière en 1912, celle de Sir Ernest Shackleton (1874-1922), celle de l'explorateur polaire Frank Wild (1873-1939) dont les cendres seront transférées sur place en 2011, celle de Félix Artuso, un officier sous-marinier argentin qui est tué lors de la reconquête britannique de la Géorgie du Sud en 1982,,
,
,.

## Restauration

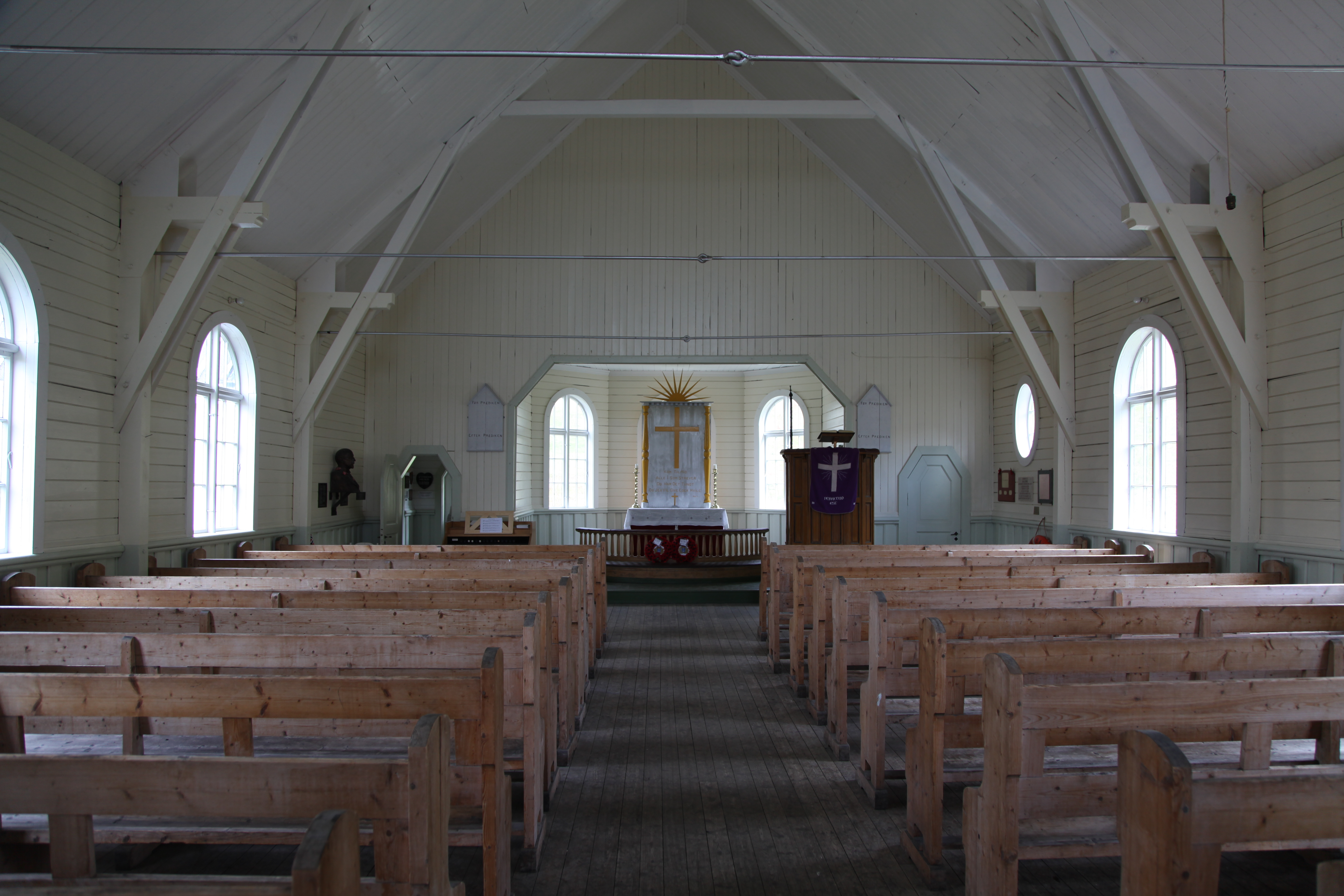
Intérieur, en 2011

En avril 1982, pendant l'invasion de la Géorgie du Sud par les forces militaires argentines, les membres d'une équipe du British Antarctic Survey sont invités par les Royal Marines britanniques à s'abriter dans l'église.
Après des années d'abandon et après avoir subi les assauts des éléments (le toit est endommagé en 1994), l'église est rénovée par les gardiens du Musée de la Géorgie du Sud et des volontaires en 1996-1998 et elle sert désormais occasionnellement pour les cérémonies de mariage et les services funéraires.